# Latimer, Mississippi
Latimer är en så kallad census-designated place i Jackson County i Mississippi. Vid 2010 års folkräkning hade Latimer 6 079 invånare.